# Judy Shelton

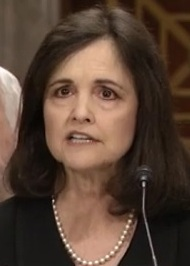

Judy Lynn Shelton (nascida em 1953 ou 4, 66 ou 67 anos) é uma consultora econômica americana do presidente Donald Trump. Ela é conhecida por sua defesa do retorno ao padrão ouro e por suas críticas ao Federal Reserve. Trump anunciou em 2 de julho de 2019 que nomearia Shelton para o Fed. Em 17 de novembro de 2020, sua nomeação foi paralisada no Senado por uma votação de 47–50. A nomeação permaneceu bloqueada até ser retirada pelo presidente Joe Biden em fevereiro de 2021.

## Infância e educação
Shelton frequentou a Portland State University, onde obteve um Bacharelado em Ciências da Educação. Shelton também possui MBA e doutorado em administração de empresas pela Universidade de Utah.

## Política
Ela trabalhou na Hoover Institution de 1985 a 1995. Ela estava na campanha presidencial de Bob Dole em 1996.  Em 2016, ela participou da campanha presidencial de Ben Carson, mas ingressou na campanha de Trump em agosto de 2016 depois de escrever um editorial de opinião do Wall Street Journal sobre Trump.
Em 2012, Judy Shelton ingressou no TheGoldStandardNow.Org como consultor sênior.
Antes de ingressar no governo Trump, ela era diretora do Sound Money Project na Atlas Network. Em uma entrevista em vídeo à The Atlas Network, ela descreveu o falsificador de moeda Bernard von NotHaus como "Rosa Parks da política monetária". Ela doou para causas e candidatos conservadores.
Em 2000, ela defendeu a abertura de fronteiras com o México.
Em março de 2018, ela foi confirmada pelo Senado dos EUA como diretora dos Estados Unidos do Banco Europeu de Reconstrução e Desenvolvimento . O Wall Street Journal relata que ela esteve ausente em 12 das 28 reuniões do conselho durante seu mandato.

### Opiniões sobre política monetária
Shelton é conhecido como crítico do Federal Reserve. Ela disse em 2011 que o Federal Reserve é "quase uma agência desonesta" e perguntou se podia confiar em supervisionar o dólar. "Ela pediu uma meta de inflação de 0%, contradizendo a atual meta de 2% do banco. Ela escreveu que uma "questão fundamental" da economia é "por que precisamos de um banco central?" Shelton criticou a política de independência do Federal Reserve em relação à Casa Branca, dizendo em entrevista em 2019 que não via "nenhuma referência à independência" na legislação de autorização do Fed. Shelton se descreve como "altamente cética" em relação ao duplo mandato "nebuloso" do Federal Reserve de máximo emprego e estabilidade de preços.
Durante a presidência de Barack Obama, ela criticou as baixas taxas de juros do Federal Reserve. Durante a presidência de Trump, ela defendeu que o Federal Reserve adotasse taxas de juros mais baixas como forma de estímulo econômico. (Trump criticou frequentemente o Federal Reserve por não baixar as taxas de juros.) Ela apoiou a Lei de Cortes e Empregos no Partido Republicano e a agenda desregulativa do governo Trump. Antes de Trump se tornar presidente, ela era uma defensora de longa data do livre comércio, mas depois que ele se tornou presidente, ela apoiou a guerra comercial de seu governo com a China.
Shelton se opõe ao seguro federal de depósitos. Em seu livro de 1994, "Money Meltdown", ela escreveu que "A eliminação do seguro federal de depósitos restauraria o caráter essencial do banco como veículo para canalizar capital financeiro em investimento produtivo, ao mesmo tempo em que atenderia às preferências de risco e tempo dos depositantes.
Shelton é uma defensora de longa data do retorno ao padrão ouro. Em 2019, ela disse que esperava uma nova conferência no estilo de Bretton Woods, onde os países concordariam em retornar ao padrão ouro, dizendo: "Se acontecer em Mar-a-Lago, isso seria ótimo". Mar-a-Lago é um clube administrado pelo presidente Trump.
Shelton suporta um sistema financeiro altamente integrado, incluindo uma moeda comum global.

## Nomeação para o Federal Reserve
Em 3 de julho de 2019, o presidente Donald Trump usou sua conta no Twitter para anunciar sua intenção de nomear Shelton e um funcionário regional do Fed, Christopher Waller, para o conselho do Federal Reserve. Seus indicados anteriores, o ex-candidato à presidência Herman Cain e o comentarista econômico Stephen Moore, haviam se retirado por falta de apoio do Senado. Durante os meses em que Shelton estava sendo considerada para o cargo por Trump, ela foi hóspede do hotel de Trump em DC.
Durante suas audiências de confirmação em fevereiro de 2020, republicanos e democratas no Comitê Bancário do Senado expressaram preocupação com seus escritos e declarações.

## Vida pessoal
Shelton é casado com Gilbert Shelton. Os Shelton tinham onze bovinoscharolês, seis cães e pavões a partir de 2009. Seu marido é um ex-banqueiro empreendedor em Utah, Colorado e Havaí que vendeu os negócios no início dos anos 80. Eles moram no Moss Neck Manor, uma casa de plantação histórica antebellum na Virgínia, desde 2005. A propriedade faz divisória com Fort AP Hill.